# Monterotondo Scalo
Monterotondo Scalo är en frazione i kommunen Monterotondo inom storstadsregionen Rom i regionen Lazio i Italien. 
Monterotondo Scalo är en av Monterotondos fyra frazioni; de övriga tre är Piedicosta, Borgonovo och Tormancina.

## Kommunikationer
Järnvägsstationen Monterotondo-Mentana på linjen Firenze-Roma.